# Blanche de Namur
Blanche de Namur  (фр.) — марка бельгийского белого пива, эль, производится и разливается пивоварней Brasserie du Bocq, расположенной в с. Пюрно, коммуна Ивуар, Валлония, южная Бельгия.

## Характеристика
Blanche de Namur не фильтруется и имеет мутный светло-жёлтый цвет. Пиво производится из пшеницы и ячменного солода. При изготовлении добавляют измельчённый кориандр и цедру горького апельсина Кюрасао, что придаёт пиву уникальный и запоминающийся вкус. Содержание алкоголя — 4,5%. Пиво отличается ароматом кориандра и горького апельсина; фруктовый, слегка кисловатый вкус, очень слабая горечь.
Разливается в стеклянные бутылки по 0,25, 0,33, 0,75 и 1,5 литра и 30-литровые бочонки. Перед употреблением рекомендуется охладить до 2–4°С. Хорошо сочетается с блюдами из дичи и красного мяса.

## История
Пиво названо в честь принцессы Бланки Намюрской — дочери Жана I, графа Намюра и Мари д'Артоа. В 1335 году принцесса стала женой Магнуса II Ериксона — короля Швеции и Норвегии.

## Призы
- В 2008, 2009 и 2010 гг. — серебряная медаль на Australian International Beer Awards в категории "Стиль: бельгийский белое пиво".
- В 2009 г. — первое место за лучшее бельгийское белое пиво в мире на World Beer Awards[1].